# Nissan Elgrand
Nissan Elgrand — автомобіль японської компанії Nissan. Продається в Японії та інших азійських країнах.

## Перше покоління E50 (1997—2002)

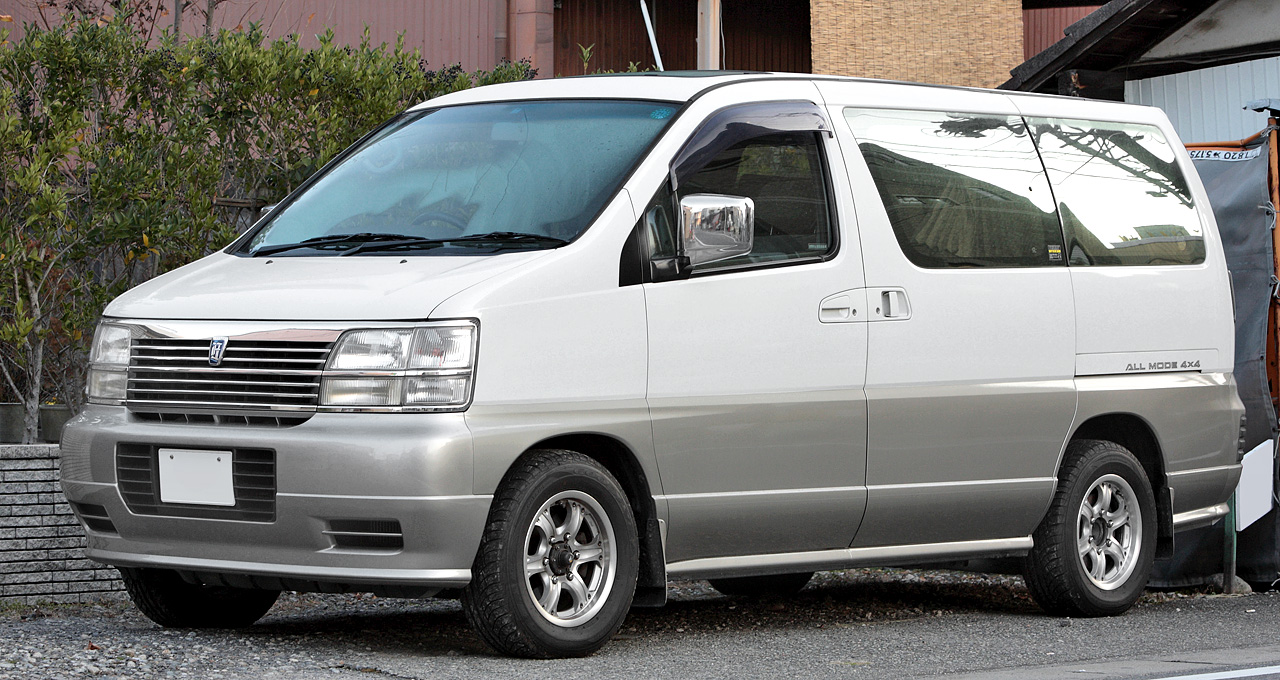
Nissan Elgrand І

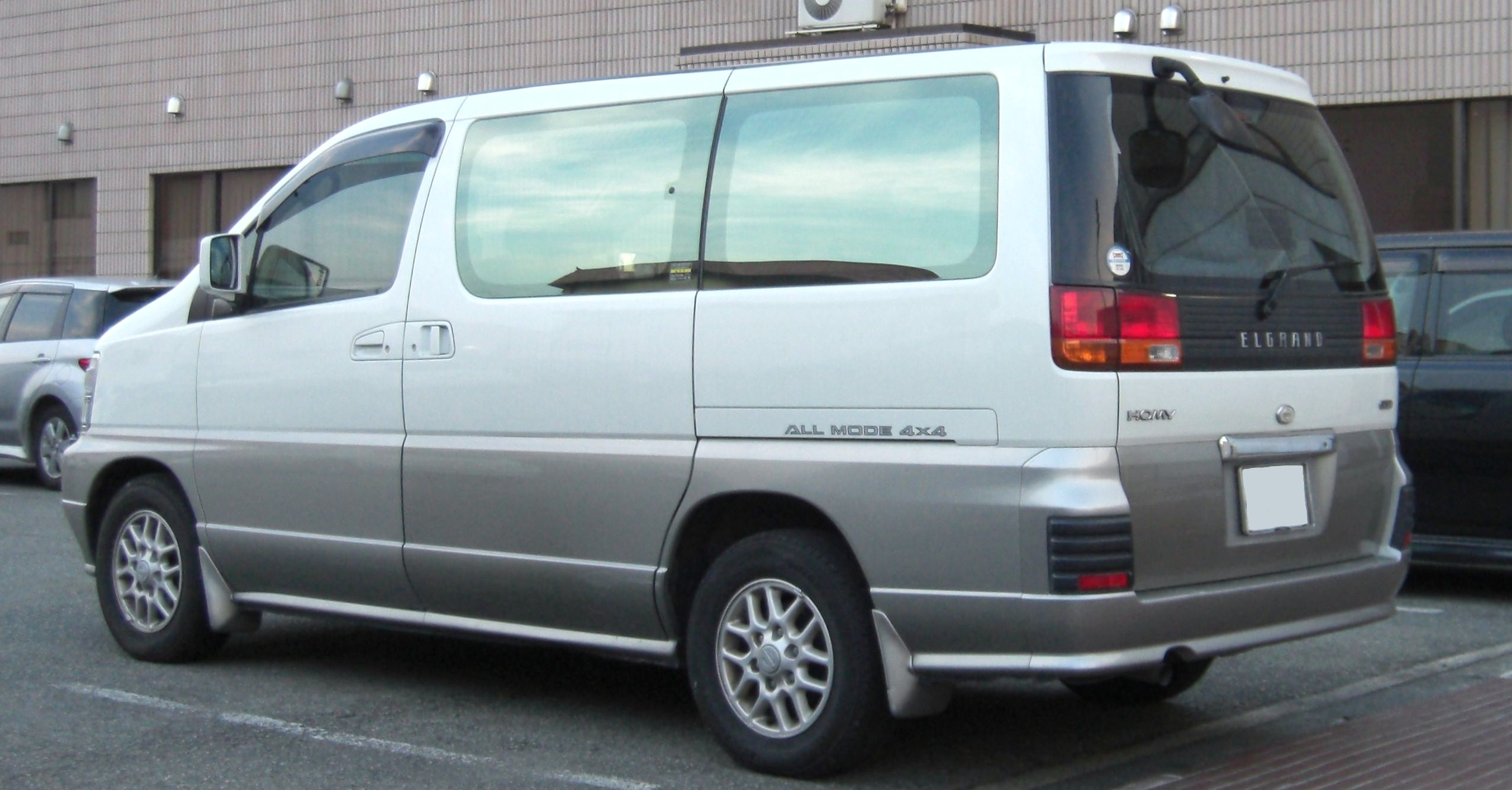
Nissan Elgrand І

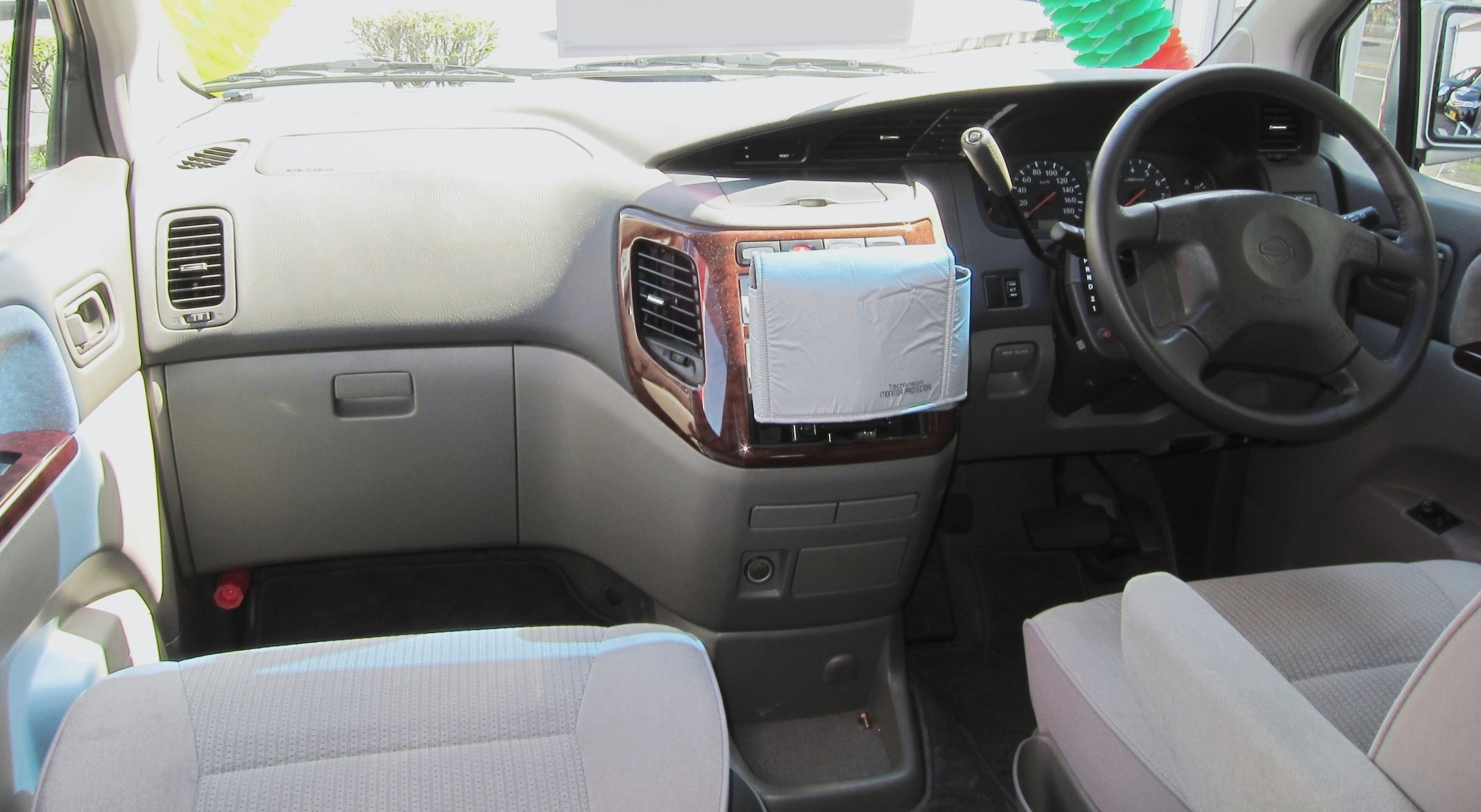

Випускалося з 1997 по 2002 роки. Побудований на платформі Nissan Caravan, цей представницький і комфортний мікроавтобус став конкурентом для таких моделей як Toyota Granvia, Honda Lagreat, Mazda Bongo Friendee та Toyota Grand Hiace.
Однією з родзинок Nissan Elgrand стало поєднання функціональності, непоганий для свого класу динаміки і оригінальних елементів у зовнішності. Спочатку двигуни для цієї моделі були запозичені у позашляховика Nissan Terrano, і вони являли собою бензиновий V6 об'ємом 3,3 літра і турбодизель об'ємом 3,2 літра. У 1999 році турбодизель замінили новим агрегатом (Nissan ZD30) об'ємом 3,0 літри, у 2002 році бензиновий двигун також змінили на мотор об'ємом 3,5 літра. Привід може бути або задній або повний.

### Двигуни
- 3.3 л VG33E V6
- 3.5 л VQ35DE V6
- 3.0 л ZD30DDTi Р4 turbo diesel
- 3.2 л QD32ETi Р4 turbo diesel

## Друге покоління E51 (2002—2010)

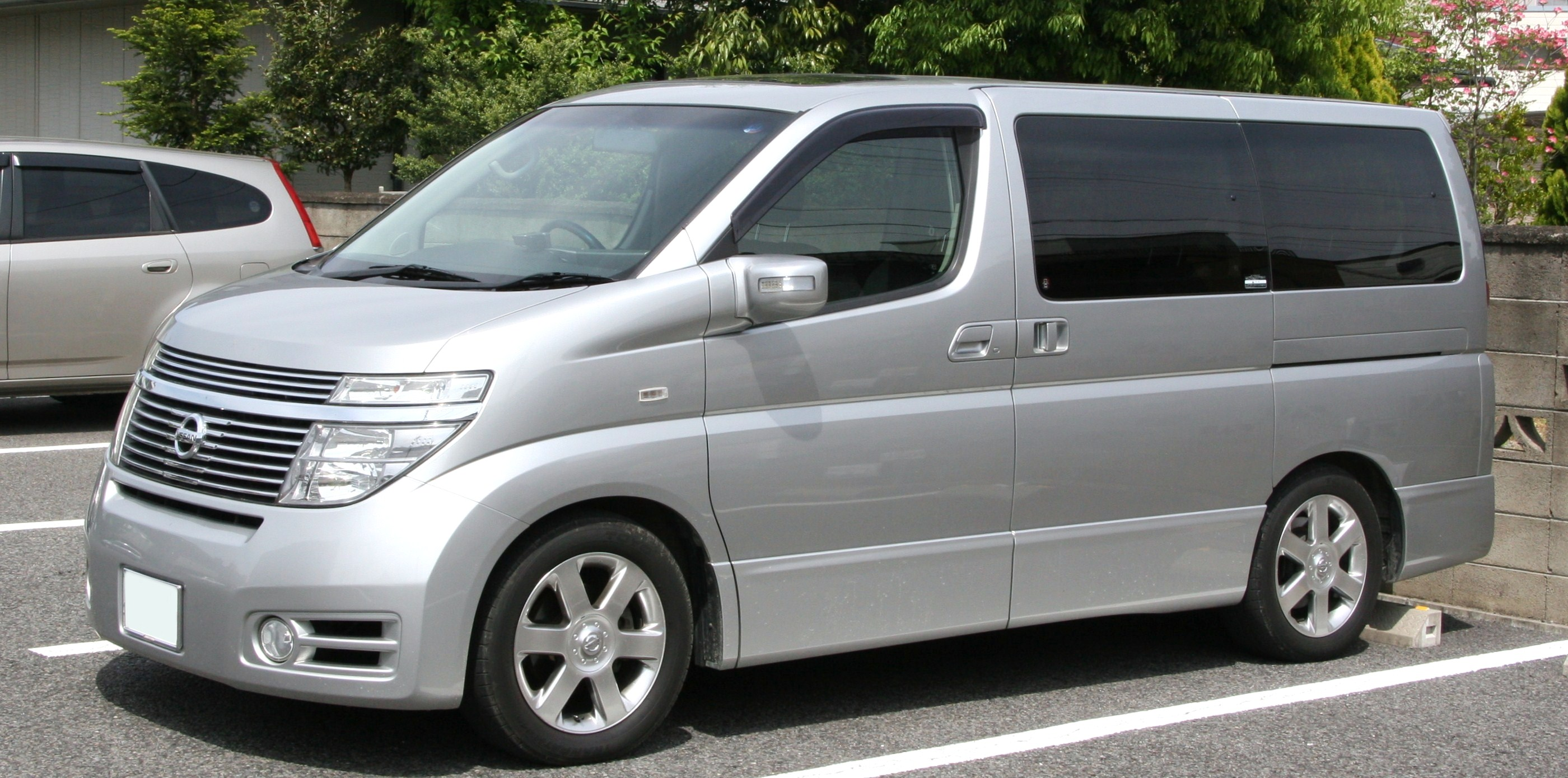
Nissan Elgrand ІІ (2002—2004)

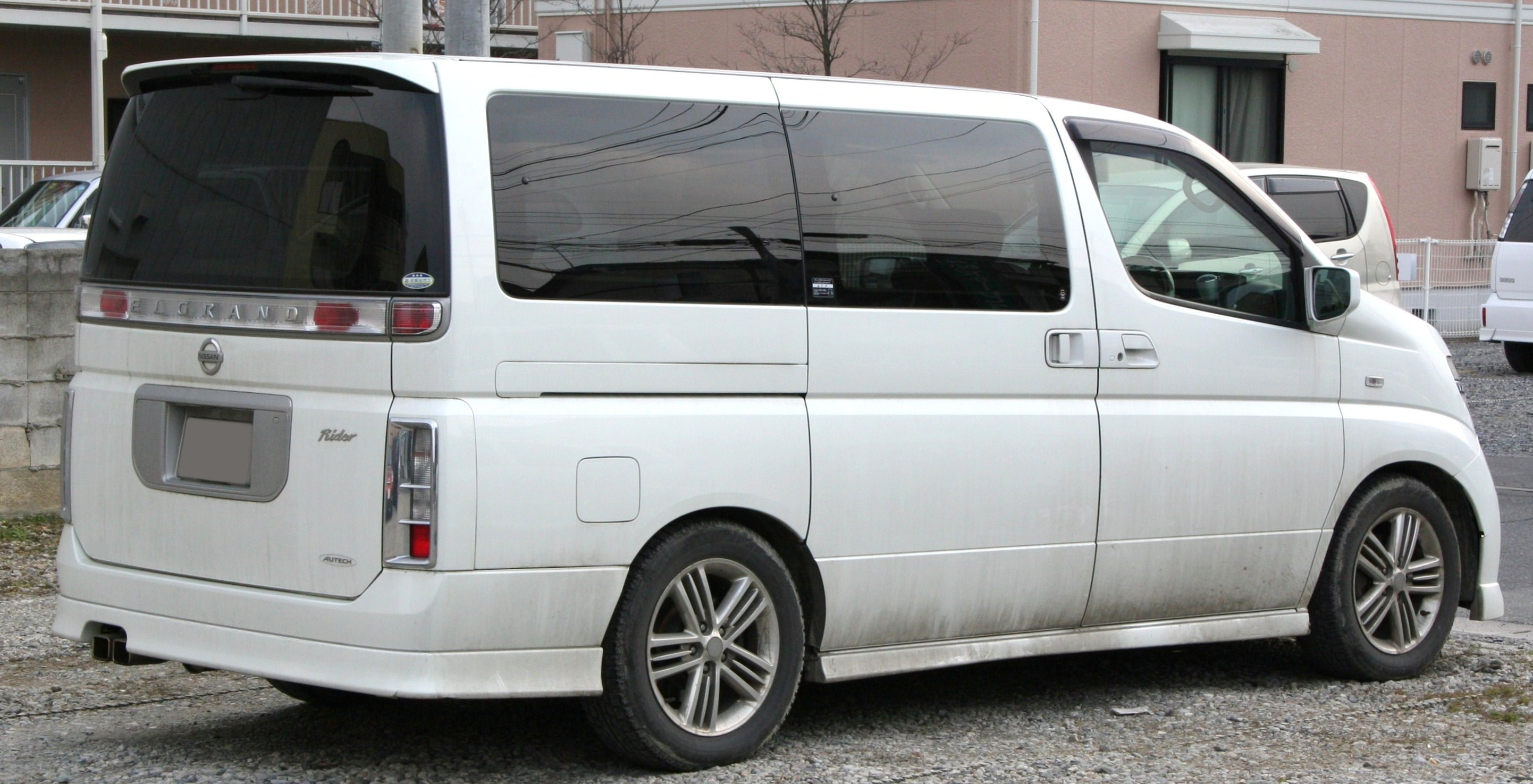
Nissan Elgrand ІІ

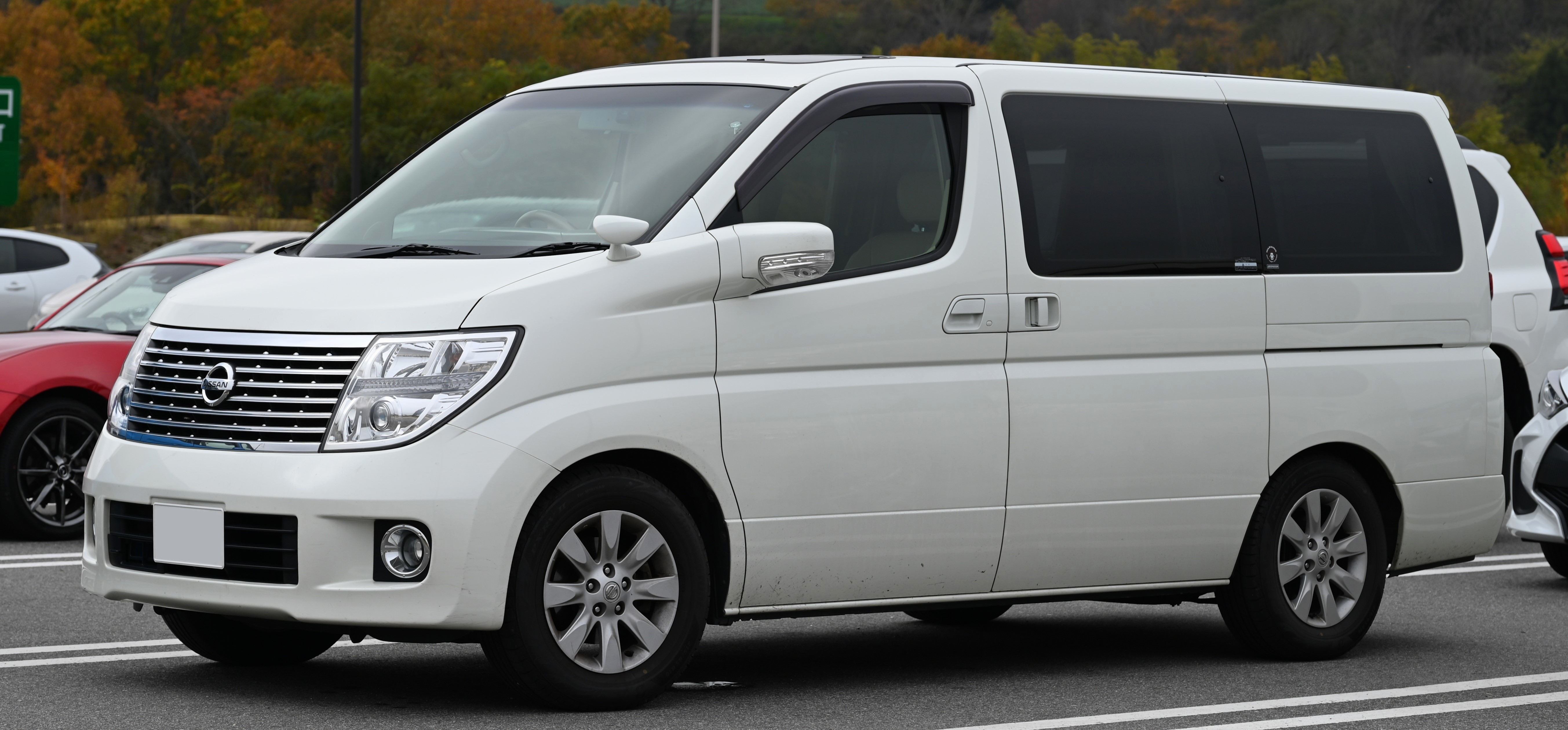
Nissan Elgrand ІІ (2004—2010)

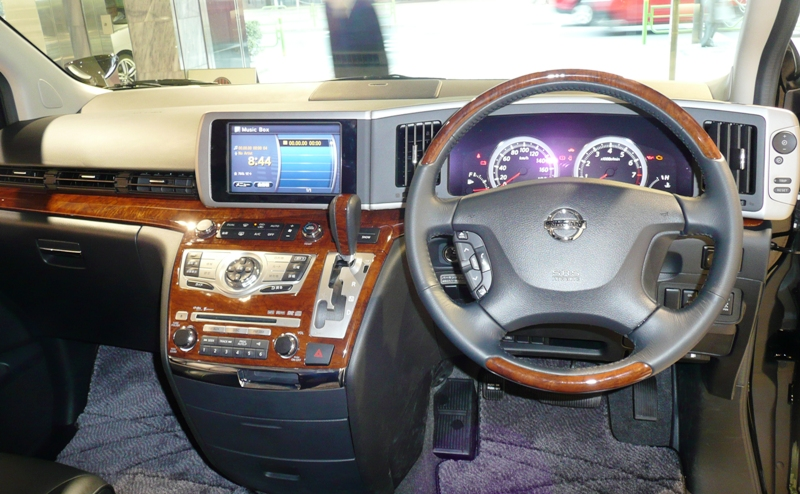

Спочатку для Nissan Elgrand другого покоління був доступний тільки 3,5-літровий бензиновий двигун, але в процесі виробництва з'явився вибір — цінителям економічних машин Nissan запропонував 2,5-літровий бензиновий мотор. Єдина доступна коробка передач — 5-ступінчаста АКПП, важіль селектора якої розташований на рульовій колонці. На відміну від свого попередника, збудованого на вантажній платформі, новинка збудована на базі легковика Nissan Skyline і може комплектуватись заднім або повним приводом.
Зсувні бічні двері мікроавтобуса забезпечена електричним доводчиком, а всі стекла є атермальнимі. Для полегшення маневрування при парковці Nissan Caravan Elgrand обладнується камерою заднього виду, зображення з якої передається на кольоровий монітор, розташований на центральній консолі. З елементів комфорту для пасажирів можна виділити два кольорові телевізори.

### Двигуни
- 2.5 л VQ25DE V6
- 3.5 л VQ35DE V6

## Третє покоління E52 (з 2010-)

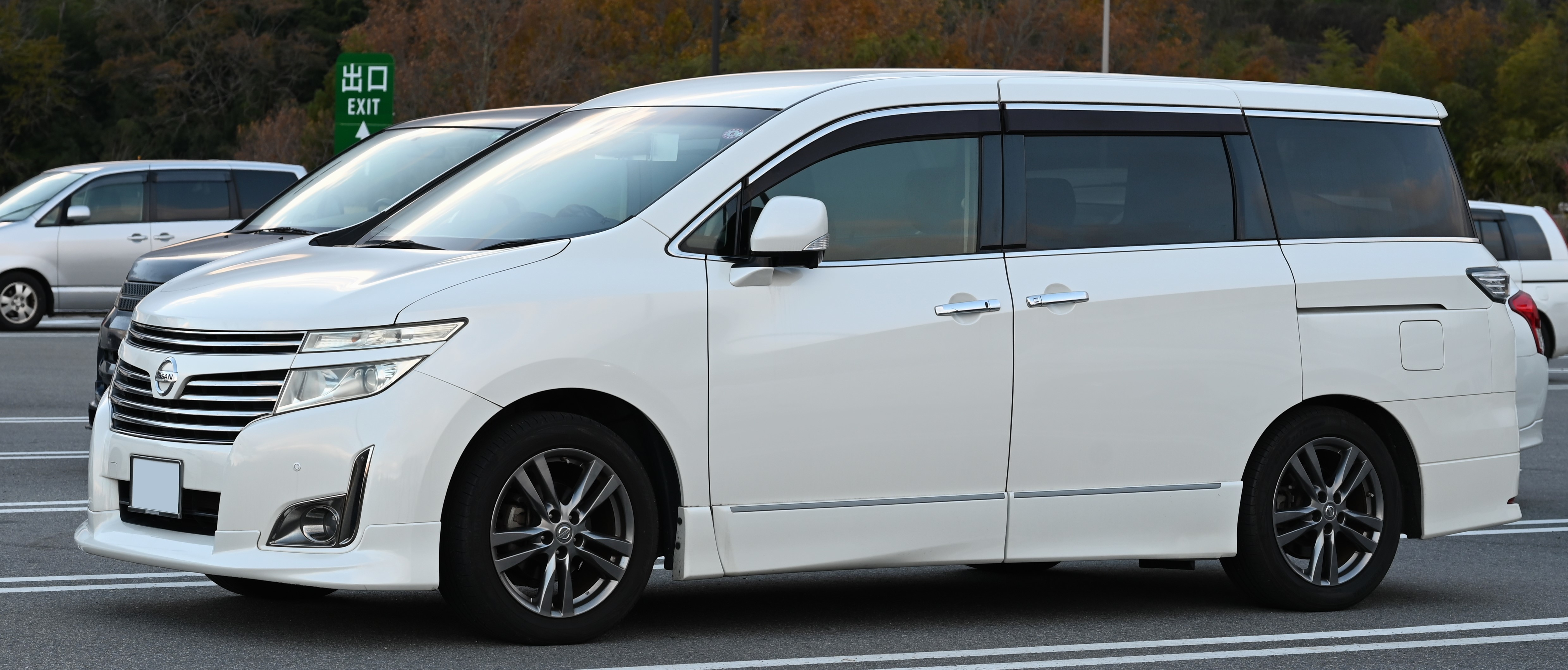
Nissan Elgrand ІІІ (2010—2014)

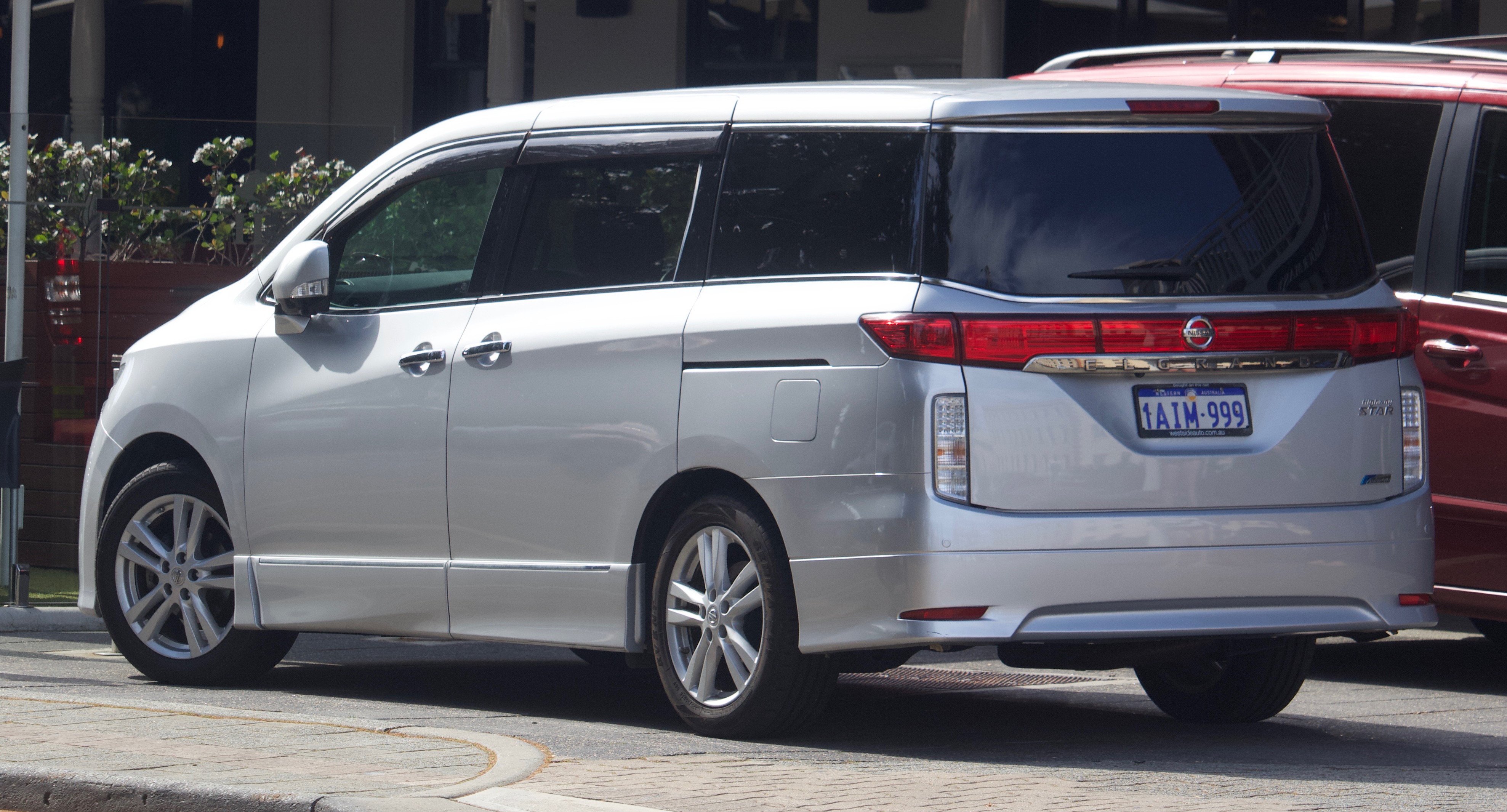
Nissan Elgrand ІІІ (2010—2014)

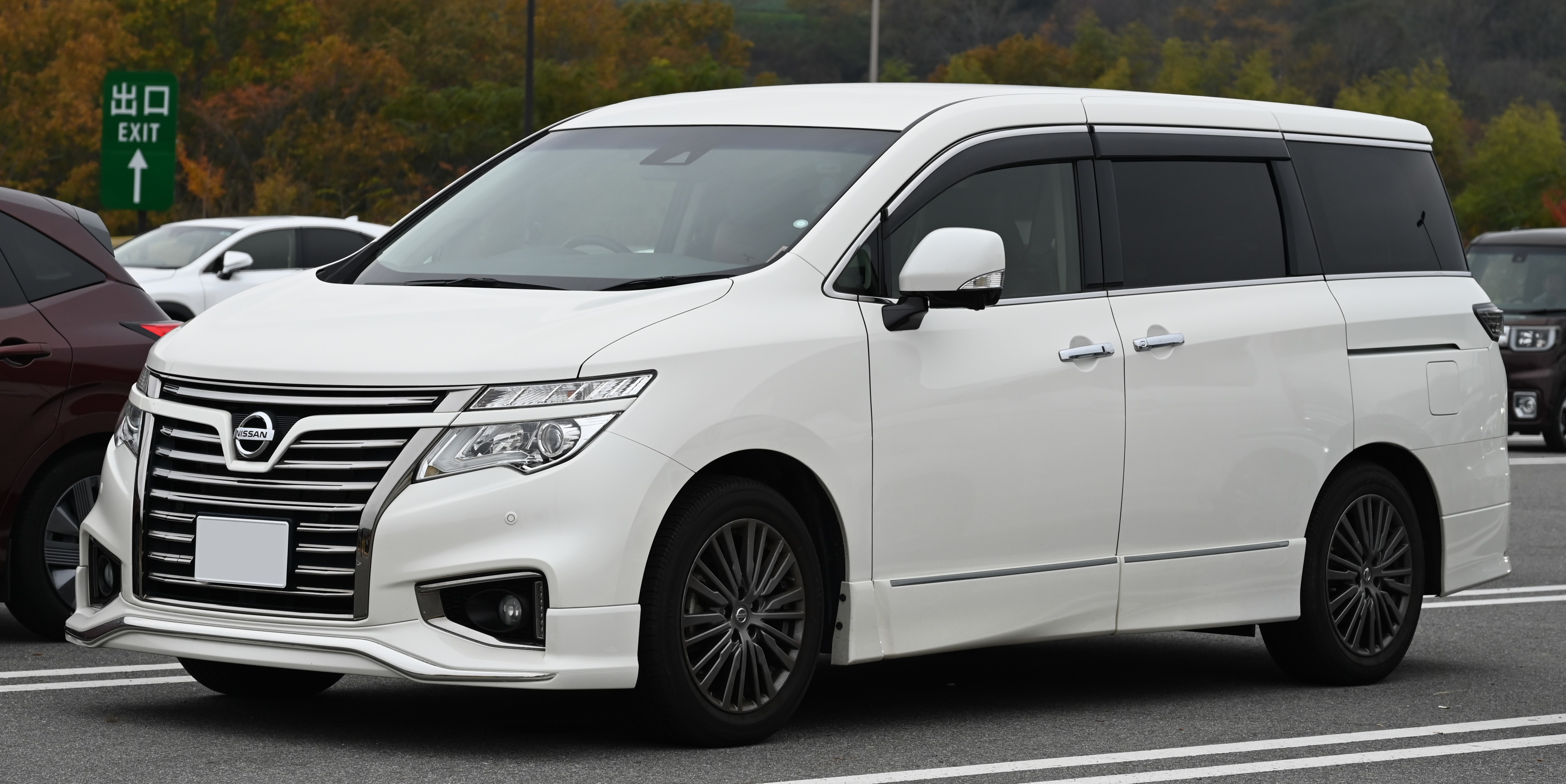
Nissan Elgrand ІІІ (2014—2020)

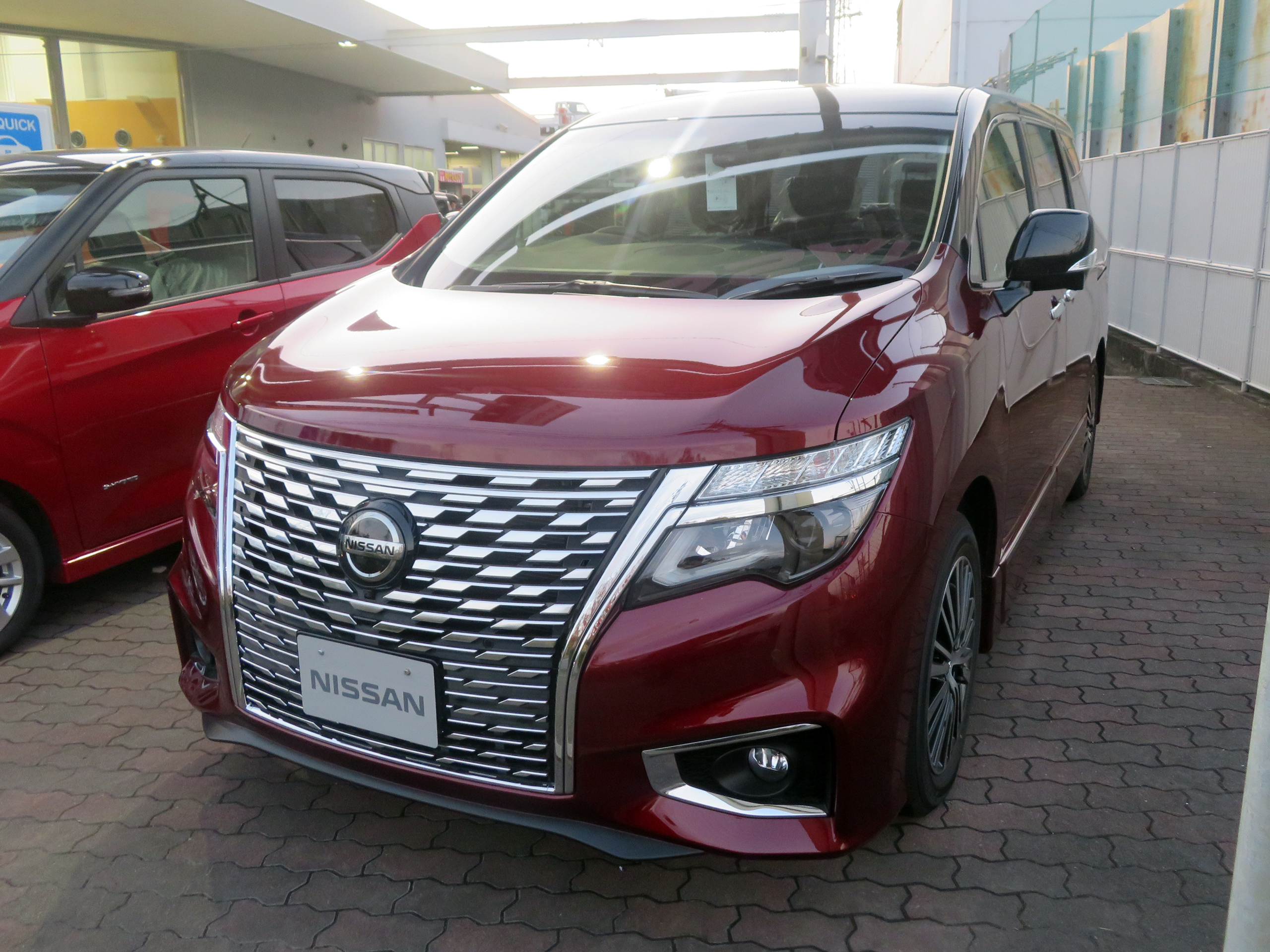
Nissan Elgrand ІІІ (з 2020)

Третє покоління E52 Elgrand, яке відмовилося від задньопривідної компоновки попередніх поколінь, має спільну платформу Nissan D з північноамериканським R42H Quest четвертого покоління.
Перша версія Elgrand E52 була випущена в Японії 18 серпня 2010 року. Його виготовляли з серпня 2010 року по січень 2014 року. Протягом цього періоду часу було доступно шість рівнів комплектації. Усі моделі були доступні в конфігураціях з переднім або повним приводом з безступінчастою трансмісією, яка була єдиним варіантом трансмісії. Префікс 250 до рівня комплектації представляв 2,5-літровий чотирирядний двигун (QR25DE), а префікс 350 до рівня комплектації представляв 3,5-літровий двигун V6 (VQ35DE). Деякі моделі були доступні з обома варіантами двигуна, тоді як інші були доступні лише з одним.

### Двигуни
- 2.5 л QR25DE Р4
- 3.5 л VQ35DE V6